# Velasco (apellido)
Velasco es un apellido muy antiguo, de origen español. Según la academia de la lengua vasca (Euskaltzaindia), procede del nombre godo Vigila (Vela), al que se le añadió, en territorios de habla vascófona, el sufijo "-sco" para indicar hijo del progenitor, del mismo modo que al mismo nombre godo se le añadió "-ez" en territorios de habla latina (Vélez), debido a la influencia castellana o leonesa.

Escudo heráldico del apellido Velasco

## Historia
Hay fabulosas historias que se cuentan sobre personas de este apellido y sus linajes, las que nos ayudan a conocer y establecer el origen de cada uno de ellos.
El apellido Velasco es un apellido de origen patronímico, es decir, deriva del nombre de pila del progenitor, y han figurado personajes con este nombre desde el siglo VIII, pues entre los rebeldes navarros contra el valí Mutarrif en Pamplona el año de 799, figura como jefe vascón de los sublevados alguien de nombre Velasco, y en julio de 844 entre los enfrentados contra el Emir Abd al-Rahman II en campaña de castigo figura un jefe navarro de nombre Belask ibn Garsiya (Velasco Garcés); en el 18 de marzo de 932, Velasco González (de nombre Velasco y González como apellido) junto con Fernando Gustioz, caballeros de la zona de Salas de los Infantes, hicieron una donación al monasterio de San Cristóbal de Vallejimeno (Burgos).
En 972, figuró el abad Velasco (Velasco de nombre, no de apellido) en Valenárica, y lo hace en los documentos de cambio de régimen, cuando Covarrubias pasó del eclesiástico al condal. En esa ocasión, los monjes pusieron como condición que los labradores no fueran movilizados de sus nuevas posesiones ni trasladados a la fuerza a otros lugares.
Al ser un apellido patronímico, en un principio se originaron muchos linajes Velasco diferentes y sin relación entre ellos, pues muchos hijos de un Velasco tomaron el nombre del padre como apellido y lo heredaron a sus descendientes. Por esta razón, se hace imposible hablar de una familia Velasco y no es conveniente mezclar el origen del apellido con el origen de una familia en particular que lo porte.
Cabe señalar que un linaje Velasco recibió del rey Juan II en el año 1430 el Condado de Haro, así como el Ducado de Frías en 1492. También recibió el linaje el Condado de Salazar y el Marquesado de Villablanca. Como se puede observar, este es un linaje importante. Posteriormente, miembros de la familia Velasco se trasladaron a otras zonas de la península ibérica. Cabe señalar, como aspecto remarcable, que el apellido estuvo presente en diversos países de América Latina desde los primeros años de la conquista. La existencia, en aquellos lugares, de topónimos llamados Velasco demuestra la implantación del apellido desde los primeros años.

## Títulos nobiliarios relacionados
- Baronía de Velasco, concedida por Carlos III el 9 de abril de 1782 a José María de Velasco y Montoya, gobernador del Castillo de San Carlos[¿cuál?] de Santander.
- Marqués de Velasco, concedido por Carlos III el 8 de julio de 1763 a Íñigo José de Velasco e Isla, caballero de Santiago.
- Señores de Medina de Pomar
- Marquesado de Berlanga
- Condestable de Castilla
- Condado de Haro
- Ducado de Frías
- Condado de Santiago Calimaya
- Marquesado de Salinas
- Condes-duques de Benavente, por Alonso de Pimentel y Pacheco, II conde duque de Benavente, casado con Ana Herrera de Velasco, señora de Cigales, hija de Bernardino de Velasco, duque de Frías.
- Marqueses de Aguilar de Campoo, por el matrimonio de Juan Manrique de Lara y Manrique de Lara, marqués de Aguilar de Campoo, con Blanca de Pimentel y Velasco, hija de los duques de Benavente.
- Marqueses de Santiago, por Dionisio Pérez Manrique y Lara de Siria, primer marqués de Santiago, al ser tataranieto de Blanca de Pimentel y Herrera Velasco, marquesa de Aguilar de Campoo.
- Marqueses de San José, por el ecuatoriano Manuel de Larrea y Jijón, cuarto nieto del primer marqués de Santiago.
- Condes de Casa Jijón, por el ecuatoriano  Manuel Jijón-Caamaño y Flores, segundo conde de Casa Jijón, cuarto nieto del primer marqués de San José.
- Marquesado de Pozoblanco concedido por Carlos II al militar y Caballero de Santiago Francisco Manuel de Velasco y Estrada.

## Toponimia
Aunque no se trata de un apellido toponímico, existen topónimos de este apellido relacionados con pueblos y villas, tanto de España como de diversos países de América Latina. Pueden revisarse:
- Velasco, provincia de Bolivia.
- Velasco, población de La Rioja (España).
- Velasco, población de Gibara, provincia de Holguín, Cuba.
- Velasco, población de Texas, Estados Unidos de América.
- Velasco, población de Filipinas.

## Extensión del apellido
El apellido Velasco es muy abundante en la geografía hispanoamericana, aunque es más frecuente en la región de donde procede y en América.
Particularmente en España, está extendido por la mayoría de comunidades autónomas. Por lo que respecta a Cataluña, el apellido incide más en las grandes ciudades metropolitanas. Así, según datos estadísticos, en Barcelona ciudad hay más de 500 familias que se apellidan Velasco.
Cabe destacar que el apellido enraizó desde lejanos tiempos en tierras de América Latina, y en la actualidad se encuentra ampliamente representado en el Nuevo Continente.